# 平生町立佐賀小学校
平生町立佐賀小学校（ひらおちょうりつさがしょうがっこう）は、山口県熊毛郡平生町佐賀にある小学校。

## 概要
平生町にある町立小学校の1校である。

## 沿革
- 1961年4月1日 - 平生町立佐賀小学校（旧）、平生町立佐合小学校、平生町立田名小学校の統合により開校
- 1962年10月 - 新校舎落成
- 1987年4月 - 新校舎開校式を開催
- 1988年9月 - 準健康優良学校受賞（県教委）
- 1989年9月 - 学校給食優良学校受賞（県教委）・準健康優良学校受賞（県教委）
- 1990年9月 - 準健康優良学校受賞（県教委）
- 1991年11月 - 読書感想文優良学校賞受賞
- 1992年11月 - 健康推進優良学校賞受賞
- 1993年11月 - 健康推進優良学校賞受賞
- 1995年7月 - 子ども自転車山口県大会出場（総合６位入賞）
- 1996年7月 - 子ども自転車山口県大会出場（総合６位入賞）
- 1997年
  - 10月 - 環境美化教育実践活動にて優秀校受賞
  - 11月 - 山口県花いっぱい運動にて知事賞受賞
- 1998年
  - 1月 - 学校安全優良学校受賞
  - 11月 - 山口県花いっぱい運動にて教育長賞受賞
  - 12月 - 口県学校歯科保健優良校受賞
- 1999年11月 - 山口県花いっぱい運動にて知事賞受賞、学校安全文部大臣表彰
- 2000年10月 - 山口県花いっぱい運動モデル団体指定（～平成22年度）
- 2002年
  - 8月 - 学校給食優良学校賞受賞（県教育長表彰）
  - 10月 - 学校給食文部科学大臣表彰
- 2003年4月 - 青少年赤十字活動加盟継続10年感謝状受賞
- 2005年11月 - 学校PTA文部科学大臣賞受賞
- 2009年
  - 1月 - 平成20年度PTA広報誌コンクールにて会長賞およびアナログ賞受賞
  - 12月 - 山口県読書感想画コンクールにて優良学校賞受賞
- 2011年8月 - 平生町花いっぱい運動にて町長賞受賞
- 2012年5月 - 山口県PTA広報誌コンクールにて会長賞受賞
- 2013年11月 - 平生町花いっぱい運動にて特別賞および町長賞受賞。山口県読書感想画コンクール「優良学校賞」受賞
- 2014年
  - 1月 - 山口県学校保健優良校受賞
  - 11月 - 平生町花いっぱい運動にて特別賞および町長賞受賞
- 2015年
  - 3月 - 山口県学校給食優良校表彰
  - 4月 - 複式学級を導入
  - 10月 - 平生町花いっぱい運動にて特別賞および町長賞受賞
- 2016年4月 - 小規模特認校制度開始

## 通学区域
- 平生町[1]
  - 大字佐賀　佐合島　尾国　小郡

## 進学先中学校
- 平生町立平生中学校